# Scott Kalitta

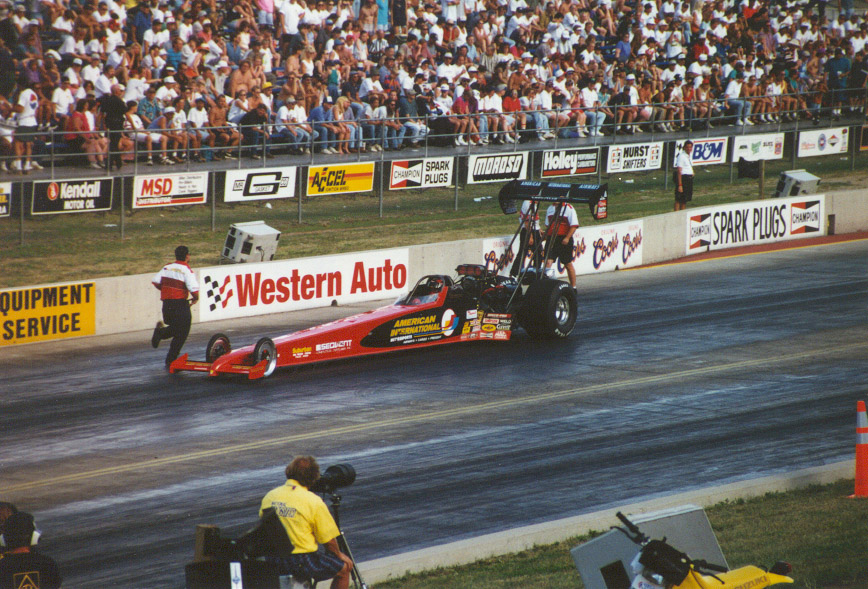
Scott Kallita Corredor Estadunidense

Scott Kalitta (Belleville, 18 de Fevereiro de 1962 – Englishtown, 21 de Junho de 2008) foi um corredor estadunidense de dragster, o qual competiu na classe Funny Car da National Hot Rod Association (NHRA). Após vencer dezessete corridas e um campeonato, Kalitta estava a 300 MPH durante uma qualificação para uma corrida, quando bateu fatalmente seu carro e faleceu em Englishtown, New Jersey.